# ضجيج (إلكترونيات)

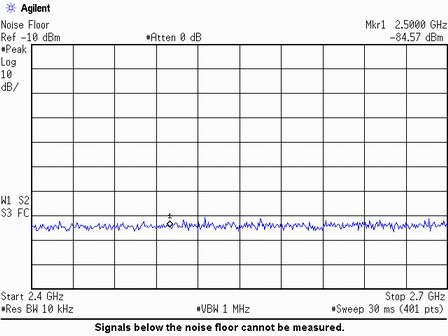

ضجيج إلكتروني  هو تذبذبات عشوائية في الإشارة الكهربية، وهو سمة مميزة لجميع الدوائر الإلكترونية. يختلف الضجيج الناتج عن الأجهزة الإلكترونية اختلافا كبيرا بسبب أنه يمكن أن ينتج عن عدة تأثيرات مختلفة. يعتبر الضجيج الحراري أكثر مصادر الضجيج الإلكتروني التي لا مفر من وجوده عند درجات الحرارة فوق الصفر المطلق، بينما تعتمد الأنواع الأخرى غالبا علي نوع الجهاز الإلكتروني (مثل ضجيج الاصطدام الذي يحتاج حاجز جهد عال)،أو جودة التصنيع وعيوب مادة شبه الموصل (مثل تذبذبات التوصيل بما فيها من ضجيج مقلوب التردد).
في أنظمة الاتصالات، يعتبر الضجيج الإلكتروني علي أنه خطأ أو اضطراب عشوائي غير مرغوب فيه في المعلومة المفيدة التي تحملها الإشارة الكهربية. الضجيج هو محصلة الطاقة الغير مرغوب فيها والتي تنتج من مصادر طبيعية أو بشرية. لكن في العادة يتم تمييز الضجيج من التداخل (مثل التشويش الغير متعمّد أو المتعمّد أو أي تداخل كهرومغناطيسي غير مرغوب فيه بين أجهزة إرسال محددة)، وكمثال علي ذلك حسابات نسبة الإشارة إلي الشوشرة (SNR)، نسبة الإشارة إلي التداخل (SIR)، نسبة الإشارة إلي مجموع الشوشرة والتداخل (SNIR). في العادة أيضا، يتم تمييز الضجيج من التشويه، وهو يعبر التغيير الغير مرغوب فيه الحاصل في الشكل الموجي للإشارة الكهربية، وكمثال علي ذلك حساب نسبة الإشارة إلي الشوشرة والتشويه (SINAD). في أنظمة الاتصالات التناظرية معدّلة الحامل ذات النطاق التمريري المحدد، تؤدي نسبة الحامل إلي الضجيج (CNR) - التي تتحدد عند مدخل المستقبل اللاسلكي- إلي نسبة إشارة إلي ضجيج محددة في إشارة الرسالة التي يتم كشفها. في أنظمة الاتصالات الرقمية، تؤدي نسبة الطاقة لكل بت إلي طاقة الضجيج (Eb/N0) لحدوث معدل خطأ محدد في الرقم الثنائي (BER).
علي الرغم من عدم الرغبة بصفة عامة في الضجيج الإلكتروني، الا انه يساعد في بعض الأغراض النافعة في عدد من التطبيقات مثل توليد الاعداد عشوائيا وتصفيف البكسل (عنصر الصورة) لعدد محدد من الألوان.

## الأنواع[1]

### الضجيج الحراري
يظهر الضجيج الحراري في المقاومات بمفهومها العريض، إذ تخضع الإلكترونات في ناقل إلي حركات عشوائية(تحريض حراري)
وهي تنتج تغيرا في الجهد علي طرفي الناقل، وتولد هذه الظاهرة جهدا عشوائيا أيضا يسمي جهد الضجيج تتناسب قيمته الفعالة طرديا مع الجذر التربيعي لحزمة التمرير المعتبرة ومع المقاومة الكهربية للناقل ومع الحرارة من خلال العلاقة.
{\displaystyle v_{n}={\sqrt {4k_{B}TR\Delta f}}}
حيث kB هو ثابت بولتز مان (جول/كلفن) وT هي درجة الحرارة المطلقة للمقاومة بالكلفن.
وهذا النوع من الضجيج أبيض، وله توزيع طبيعي، ويقال عن نوع الضجيج أنه أبيض إذا كان طيفه الترددي مسطحا، ومن ثم فإن المطالات متساوية من أجل الترددات كلها.

### الضجيج الطلقي
يظهر في منابع التيار الإلكترونية (دايودات وترانزستورات وصمامات) إذ يختلف عدد الإلكترونات والثقوب التي تشارك في النقل بصورة عشوائية، بالرغم من أن القيمة الوسطية لهذا النقل ثابتة وتتعلق بالمادة وبالتيار المار، وينتج من ذلك تغير عشوائي في التيار تتناسب قيمته الفعالة طرديا مع الجذر التربيعي للتيار المار في الناقل.

### الضجيج الارتعاشي
يظهر في الترانزستورات والصمامات، حيث يكون لبعض المركبات الإلكترونية من أنصاف النواقل ارتباط طيفي في الترددات المنخفضة يتناسب عكسيا مع التردد ويعود سببه إلي ظواهر سطحية ويتعلق بالتكنولوجيا المستخدمة.

### الضجيج الدفقي
ويسمي أيضا «ضجيج الفشار»، ويتكون هذا النوع من التحولات المفاجئة مثل الانتقال بين اثنين أو أكثر من مستويات الجهد أو التيار المنفصلة عن بعضها بنفس العلو الذي يصل إلي عدة مئات من المايكرو فولت في أوقات عشوائية وغير متوقعة، كل ازاحة في الجهد أو التيار يستمر لعدة مللي من الثواني.
والفترات الفاصلة بين النبضات تميل إلى ان تكون في نطاق الصوت (أقل من 100 هرتز)، مما يؤدي لحدوث ضجيج الفشار أو الطقطقة في دوائر الصوت.

### ضجيج الانهيار
يحدث هذا النوع عندما يعمل الدايود في بداية مرحلة الانهيار، وفي هذه الظاهرة تكتسب حاملات الشحنة قدر عالي من الطاقة يجعلها تكسر روابط جزيئات مادة شبه الموصل وتأخذ في طريقها حاملات الشحنة ذات الطاقة الأقل ويظهر تيار عشوائي يعتمد علي تدفق تيار الانهيار.

## التكميم (القياس الكمّي)
عادة يقاس مستوي الضجيج  في النظام الإلكتروني بكمية الطاقة الكهربية N بالوات أو الديسيبل أو بمقدار جذر متوسط مربع (RMS) مربع الجهد (مطابقا للانحراف المعياري للضوضاء) بالفولت، أو بمقدار متوسط مربع الخطأ (MSE) في دالة تربيع الجهد. يمكن أيضا تمييز الضجيج باستخدام توزيعه الاحتمالي أو الكثافة الطيفية للضجيجN0(f) بالوات لكل هرتز.
يتم اعتبار إشارة الضجيج علي أنها إضافة خطية للإشارة حاملة المعلومة المفيدة، وأفضل القياسات التي تعبر عن كفاءة الإشارة حاملة الضجيج هي: قياسات نسبة الإشارة إلي الضجيج (SNR or S/N)، نسبة الإشارة إلي تكميم الضجيج (SQNR) في دوائر التحويل والضغط من النظام التناظري إلي النظام الرقمي [[نسبة مقدار الإشارة إلي الضجيج (PSNR) في دوائر تشفير الصور والفيديو، نسبة الطاقة لكل بت إلي طاقة الضجيج في البث الرقمي، نسبة الناقل إلي الضجيج (CNR) في الأنظمة معدّلة الناقل، وأخيرا شكل الضجيج في المضخمات المتسلسلة.
الضجيج عملية عشوائية، تتسم بالعشوائية في خصائصها مثل: اختلافها، توزيعها، وكثافتها الطيفية.. يمكن أن يختلف التوزيع الطيفي للضجيج مع اختلاف التردد، لذلك تقاس كثافة طاقة الضجيج بالوات لكل هرتز. ولأن الطاقة في عنصر المقاومة الكهربية يكون متناسبا مع مربع فرق الجهد بين طرفيه، فإن جهد الضجيج يمكن أن يعبر عنه بأخذ الجذر التربيعي لكثافة طاقة الضجيج , وتكون الوحد النهائية بالفولت لكل جذر تربيعي للهرتز ({\displaystyle \scriptstyle \mathrm {V} /{\sqrt {\mathrm {Hz} }}}). في الدوائر المتكاملة مثل مكبر العمليات يشيع اقتباس «مدخل مكافئ الضجيج» في تلك الشروط (عند درجة حرارة الغرفة).
تقاس طاقة الضجيج بالوات أو الديسيبل (dB) ويشار إليها عادة بإضافة لاحقة بعد dB.
وعادة ما تُعرض مستويات الضجيج في معارضة مستويات الإشارة الكهربية، وغالبا ما يُنظر إليها كجزء من نسبة الإشارة إلي الضجيج.
تسعي أنظمة الاتصال عن بعد إلي زيادة النسبة بين مستويات الإشارة الي مستويات الضجيج من أجل بث البيانات بفاعلية، وفي الحياة العملية، إذا كانت الإشارة المرسَلة أقل من مستوي الضجيج (الذي غالبا ما يتم تصميمه كحد أدني للضجيج) في النظام، فإن البيانات لا يمكن فك تشفيرها لدي المستقبل. الضوضاء في أنظمة الاتصال عن بعد هي نتيجة كلا من المصادر الداخلية والخارجية في النظام.

## الارتجاف
إذا كان هناك علاقة بين الإشارة ومصدر الضجيج كما هو الحال في حالة الخطأ الكمّي، فإن الإدخال المتعمّد لضجيج إضافي يسمي ارتجاف. هذه التقنية تسمح باسترجاع الإشارات التي تقع تحت بوابة الكشف الاسمي للآداة. وهذا هو مثال للرنين العشوائي.

## اقرأ أيضًا
- ضجيج
- ضجيج حراري